# Gnjozdovo
Gnjozdovo (Russisch: Гнёздово, wordt ook wel geschreven als Gnezdovo) is een archeologische vindplaats nabij het gelijknamige dorpje in de oblast Smolensk, Rusland. De site bevat omvangrijke resten van een Slavisch-Varjaagse nederzetting die in de 10e eeuw bloeide als een belangrijke handelspost op de handelsroute van de Varjagen naar de Grieken.

## Locatie
De vindplaats bestaat uit een heuvelfort (Russisch: городище, gorodisjtsje) gelegen aan de toenmalige samenvloeiing van de Dnjepr en de Svinets, omringd door landelijke nederzettingen met een gezamenlijke oppervlakte van 17,5 ha. Aan het einde van de 20e eeuw was hiervan ongeveer 5.000 m² opgegraven. Dit maakt de site een van de grootste locaties uit de Vikingtijd in Europa. Alleen Hedeby bedekt een groter gebied (24 ha), en de sites van Birka (13 ha), Dublin (12 ha) en Ribe (10 ha) zijn duidelijk kleiner.
Er bevinden zich ongeveer 3.000 grafheuvels, gerangschikt in acht groepen. Hiervan zijn er sinds 1874 ongeveer 1.300 door Russische en Sovjet-archeologen onderzocht.
Hoewel er een duidelijke Varjaagse aanwezigheid is, bevatten negentien van de twintig grafheuvels begravingen van lokale Slavische en Baltische mannen en vrouwen. De begrafenisrite bestond meestal uit crematie. De grafvondsten omvatten vooral huishoudelijke gebruiksvoorwerpen en aardewerk. De grafheuvels hebben gelijkenissen met andere Vikinggraven zoals het Zwarte Graf (Tsjorna Mohyla) nabij Tsjernihiv in Oekraïne.

## Vondsten
Zeven muntschatten met Byzantijnse en Arabische munten en een Byzantijnse schaal met een afbeelding van Simargl laten zien dat de lokale gemeenschap een levendige handel over de Dnjepr voerde. De metalen voorwerpen omvatten maliënkolders (niet karakteristiek voor de Scandinavische sites), helmen, strijdbijlen, Karolingische zwaarden en pijlen. Onder de meer opvallende ontdekkingen waren een vroeg inklapbaar scheermes met koperen handvat, en een schaar met scharnier, waarschijnlijk de oudste in Oost-Europa gevonden.
De meest verrassende ontdekking bij Gnjozdovo was een amfora in de zgn. Kertsj-stijl met de vroegst bekende  inscriptie in het Oudrussisch. De opgraver suggereerde dat het in cyrillische letters op de pot geschreven woord горушна (goroesjna) "mosterd" zou kunnen betekenen. Deze uitleg is niet algemeen aanvaard en de inscriptie lijkt voor verschillende interpretaties vatbaar. De datering van de inscriptie tot het midden van de 10e eeuw suggereert een tot nu toe onvermoede gangbaarheid van het cyrillisch schrift in het voorchristelijke land van de Roes.

## Historische achtergrond
De Noordse saga's bevatten meer informatie over de Westelijke Dvina (Oudnoords: Dyna) dan over enige andere rivier in Oost-Europa. Dit toont het grote belang dat door de Vikingen aan de handelsroute over de Dvina werd gehecht.
Gnjozdovo ligt stroomafwaarts van de Dvina-Dnjepr-overtomen, op een punt waar de Svinets en een aantal andere kleine waterwegen in de Dnjepr uitmonden. Net als Smolensk in een latere periode, bloeide Gnjozdovo door handel over de Dnjepr naar Constantinopel in het zuiden en noordwaarts via overtomen naar de Dvina en de Lovat, die naar de Oostzee stromen. 
Op het moment van haar oprichting diende het fort ter verdediging van de overtomen, waar de Vikinghandelaren het meest kwetsbaar waren. Ook nadat de interne spanningen binnen de Kievse Roes afgenomen waren vormde Gnjozdovo een cruciale overslag- en uitrustingsbasis op de route van de Oostzee naar de Zwarte Zee.
De neergang van de nederzetting begon aan het begin van de 11e eeuw, gelijktijdig met andere Varjaagse handelsnederzettingen in Oost-Europa. Tegen het einde van de eeuw was Gnjozdovo's belang als handelscentrum volledig overgenomen door het nabije Smolensk.

## Gnjozdovo en Smolensk
In veel opzichten was Gnjozdovo de politieke en economische voorganger van Smolensk. Sovjet-archeologen stelden vast dat de vroegste bewoning bij Smolensk teruggaat tot het begin van de 11e eeuw. Dit betekent dat de opkomst van Smolensk samenviel met de neergang van Gnjozdovo. Het regionale machtscentrum kan op een bepaald punt na de kerstening van de Roes door Vladimir de Grote van Gnjozdovo naar Smolensk zijn verplaatst.
Volgens anderen zou Smolensk al tijdens de 10e eeuw naast Gnjozdovo hebben bestaan. Volgens dezen was Gnjozdovo een pogost van de heerser van Kiev vanwaar hij schatting hief van de Krivitsjen. Omdat de droezjina van de knjaz voornamelijk uit Varjagen bestond lijkt een substantiële Noordse aanwezigheid bij Gnjozdovo verklaarbaar. Daarnaast zou Smolensk het stedelijke centrum van de Slavische bevolking geweest zijn, waar de regionale vetsje gehouden werd. Nadat Vladimir van Kiev een lokaal vorstendom voor zijn zoon stichtte, werd het administratieve centrum van de regio en de zetel van de vorstelijke macht van Gnjozdovo naar de Smjadyn-heuvel bij Smolensk verplaatst.
De tweedeling in een Slavisch vetsje-centrum en een Varjaagse droezjina-post heeft parallellen in andere gebieden van de Roes: zie ook Novgorod en Holmgard, Tsjernigov en Sjestovitsa, Rostov en Sarskoje gorodisjtsje, Jaroslavl en Timerjovo. Ook in latere eeuwen gaven de heersende vorsten der Ruriken er de voorkeur aan zich te vestigen in een burcht op enige afstand van hun hoofdstad: in Vysjgorod in plaats van Kiev, Smjadyn in plaats van Smolensk, Kideksja in plaats van Soezdal, Bogoljoebovo in plaats van Vladimir.

## Naam
De plaatsnaam Gnjozdovo lijkt een laatmiddeleeuwse afleiding van het Slavische woord voor "nest" (gnezdo) te zijn. Ze wordt voor het eerst vermeld in 17e-eeuwse documenten.
Zoals Smolensk afgeleid is van de Smolnja kan de oorspronkelijke Slavische naam voor Gnjozdovo afgeleid geweest zijn van de naam van de rivier de Svinets, en zou dan als Svinetsjesk (Свинеческъ) gereconstrueerd kunnen worden. Omdat de naam van de rivier doet denken aan het Russische woord voor "zwijn", en Gnjozdovo op een landtong gelegen was, is een identificatie voorgesteld met Sýrnes ("Zwijnenkaap" in Oudnoords), een van zeven of acht steden van Gardariki zoals vermeld in het Hauksbók.